# 大田広域市都市鉄道公社1000系電車
1000系電車（1000けいでんしゃ）は、2003年に落成し、2006年3月16日の開業に併せて営業運転を開始した大田交通公社1号線の通勤形電車である。

## 概要
2003年に落成。すべての車両がロテム製である。

## 車内

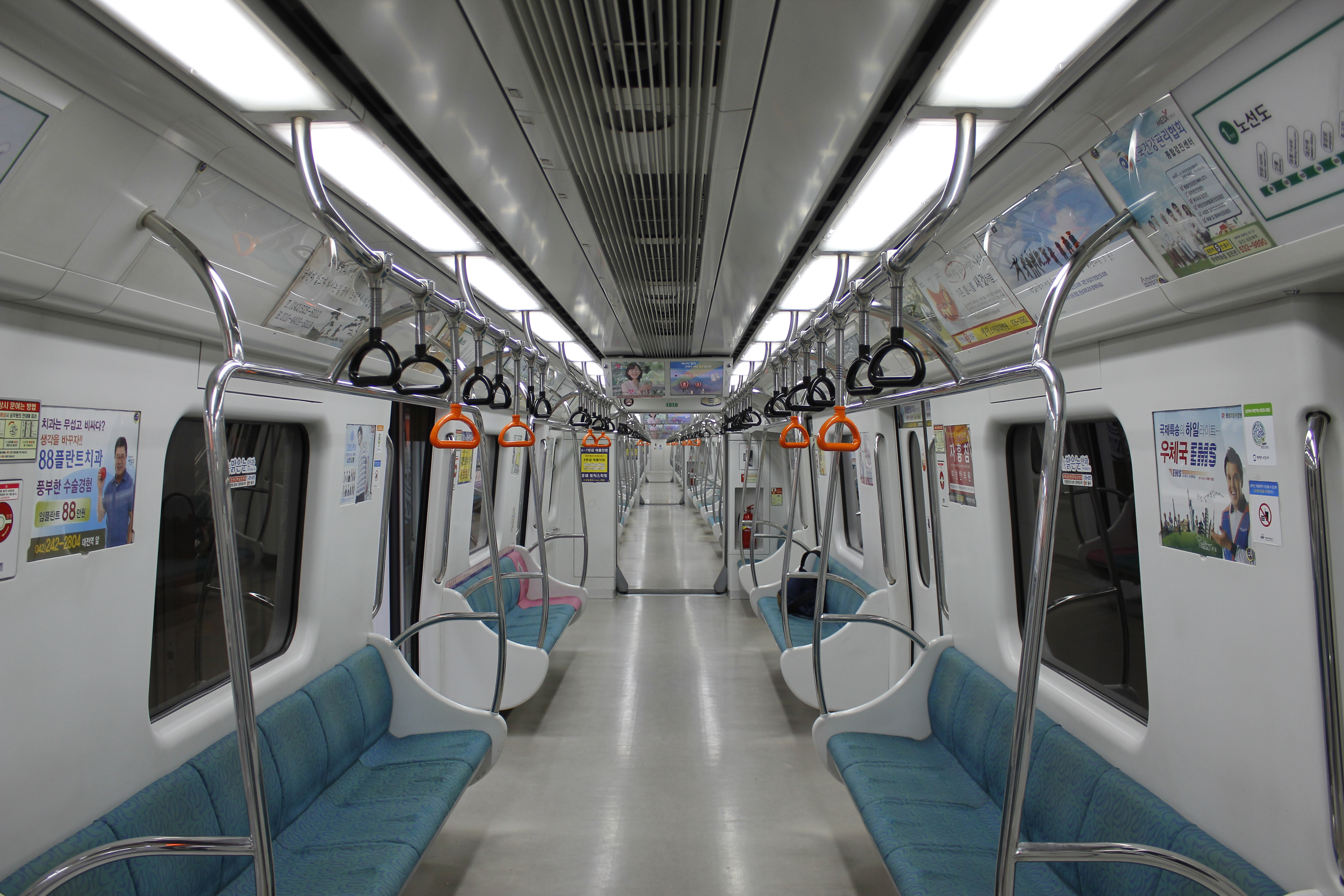
1000系電車の車内

座席は18m車のためドア間は6人掛け、車端部は3人掛けになっている。座席の上に網棚はない。液晶ディスプレイは1両あたり2箇所設置されてある。また、ドアの上にはマップ式次駅案内表示機が設置されてある。

## 編成
| ← 板岩盤石 →  |        |        |        |
|               | ◇◇     | ◇◇     |        |
| 10XY          | 15XY   | 12XY   | 11XY   |
| 先頭車        | 中間車 | 中間車 | 先頭車 |
| ※XYは編成番号 |        |        |        |